# Tour della nazionale maschile di rugby a 15 dell'Irlanda 2003
Tra le due edizioni della Coppa del Mondo di rugby del 1999 del 2003, la nazionale irlandese di "rugby a 15", si è recata tre volte in tour nel periodo di metà anno. Nessun tour è stato svolto nel 2001, in quanto i migliori giocatori erano impegnati del tour dei British and Irish Lions
Nel 2003, l'Irlanda visita l'Australia e le isole del PAcifico
| Perth 7 giugno 2003 | Australia | 45 – 16 | Irlanda | Subiaco Oval |

| Nuku'alofa 14 giugno 2003 | Tonga | 19 – 40 | Irlanda |  |

| Apia 20 giugno 2003 | Samoa | 14 – 40 | Irlanda |  |